# Impatiens longicalcarata
Impatiens longicalcarata là một loài thực vật có hoa trong họ Bóng nước. Loài này được (G.M. Schulze & Wilczek) Grey-Wilson mô tả khoa học đầu tiên năm 1979.